# クェーナ
クェーナ（くゑーな、くゑにや）またはクヮイニャ（くわいにや）、クィナ、コイナ（こゑな）、コイニャ（こゑにや）は、琉球列島における呪祷文学の一つ。沖縄本島周辺における歌謡の一類型。

## 概要
おもに女子の間に口承された。長詩形であり、叙事的で、内容は出来事が連続的に進行するものが多い。かつては祭礼の際に用いられた。現存する文献は、久米島の『具志川旧記』、『仲里旧記』、『君南風由来並位階』、首里の『聞得大君御新下日記』。さまざまな踊り方があり、句切れごとに手拍子を打ったり、決まった文言を唱和したりした。

## 詩形
厳密な対句をもつ。一句の音数は5・4または5・3音が多い。これは対句をなす（5・4）（5・4）が縮約した形であるとされる。このような詩形はクェーニャのみに見られるわけでもなく、ミセセルやオモロにも見出されるかなり古いものである。

## 語源
クェーナにみられる囃子言葉の「ゑ、こゐな」や「こゑなこゑな」（あるいは『おもろさうし』巻12・80などの「ゑけ・こいの」）に由来するとする説がある。また神事の「萱（ゲーン）」（『琉球神道記』にみえる）の転訛とする説もある。